# Emiliano Zapata (Tuxtla Gutiérrez)
Emiliano Zapata es una localidad del estado mexicano de Chiapas. Es parte del municipio de Tuxtla Gutiérrez.

## Toponimia
El nombre de la localidad rinde homenaje a Emiliano Zapata, héroe de la Revolución mexicana.

## Demografía
| Gráfica de evolución demográfica |
|                                  |

| Censo | Población |
| ----- | --------- |
| 1940  | 18        |
| 1950  | 178       |
| 1960  | 85        |
| 1970  | 236       |
| 1980  | 345       |
| 1990  | 427       |
| 2000  | 591       |
| 2010  | 861       |
| 2020  | 1 151     |